# Stichillus planipes
Stichillus planipes är en tvåvingeart som beskrevs av Borgmeier 1962. Stichillus planipes ingår i släktet Stichillus och familjen puckelflugor.
Artens utbredningsområde är New Mexico. Inga underarter finns listade i Catalogue of Life.